# 双须叶须鱼
双须叶须鱼（学名：Ptychobarbus dipogon）为輻鰭魚綱鯉形目鲤科叶须鱼属的鱼类。在中国，分布于雅鲁藏布江水系等，多见于干支流流水环境以及底栖。该物种的模式产地在拉萨。體長可達34.5公分。

## 扩展阅读
維基物種上的相關：双须叶须鱼